# 陳瑞欽
陳瑞欽（1949年7月25日—2013年4月19日 ），臺灣知名的連環殺手，詐保犯，嘉義縣人，曾犯下大量的倫常命案，並被警方懷疑犯下兩起疑似綁架殺人案。由於好賭成性，多次簽賭失利，積欠地下錢莊高利貸債務，遭到暴力討債，又染上毒癮 ，需錢孔急，謀殺2任配偶與1名親生子、2名養子，並藉以詐領保險理賠金高達新臺幣3,800萬元，還侵佔死者財產，因符合減刑條例被判處20年有期徒刑。最後因強盜、姦殺陳姓女友，搶得百萬元贓款一案才被判處死刑。陳瑞欽謀殺2妻、3子、1女友，已經殺死六名親友，還疑似謀殺2名女性友人，共計8條人命。被媒體稱為「黑鳏夫」、「毒郎君」、「詐保殺人魔」、「殺人魔王」、「弒親魔王」。2013年4月19日，陳瑞欽於臺中監獄附設刑場（址在臺中看守所）槍決伏法。

## 犯行

### 動機
陳瑞欽曾為中華民國空軍志願役士兵，而後在軍中取得軍官任官資格，最終擔任上尉，但在軍中考評不佳，被迫退伍。退伍後至中油公司嘉義油庫，任職油罐車司機，後因公司缺員，毛遂自薦而當上油品調撥中心工程師，月薪有新臺幣七到八萬元之多 ，又因工作能力不足，時常遭到責備而萌生退意，離職後又到嘉義縣新港鄉公所財政課擔任雇員，因嗜賭六合彩，欠下地下錢莊大筆高利貸，遭到暴力討債，故而開始殺害自己的配偶、養子與親生子以詐領保險理賠金。

### 謀殺第一任妻子
陳瑞欽於1974年與曾碧霞結婚，兩人育有一子二女，1985年元旦（陰曆十一月十一日），假借細故，與曾女口角，並在浴室毆打曾女，使曾女滑倒，腦震盪住院。一月七日（陰曆十一月十七日），陳瑞欽假意前往探病，卻乘機將她從病床上拖下來，以頭重擊地面數次，將之擊死。謊稱其為「先前被電風扇吊扇打到頭，後來又在病床上跌倒」，顱內出血死亡，詐取保險金新臺幣235萬元。

### 謀殺第一個養子
曾女死亡不過半年，陳瑞欽即與嘉義縣水上國小教師王淑嬰再婚，王淑嬰是一位單親媽媽，育有一名張姓兒子，亦改姓陳，成為陳瑞欽養子。1988年，陳瑞欽因積欠賭債，又萌生殺人詐保的惡念。他為了詐領406萬元的理賠金，先假意責備並出手毆打補習晚歸的15歲養子，導致養子跌倒，撞成輕傷，六月八日（陰曆四月二十四日）又趁養子住院，假意前往探視，乘機抓著養子的頭顱，撞擊病房水泥牆，將之活活撞致腦水腫而死。又對外宣稱是在病床上跌倒，跌傷不治。

### 謀殺親生兒子
1995年，陳瑞欽又面臨財務危機，竟然將目標轉至自己15歲的親生兒子陳建宏身上，當時兒子正處叛逆期，有時會講一些粗話。八月三日（陰曆七月八日），陳瑞欽以此為由，責備其加入幫派，成為不良少年，正當兒子摸不著頭緒時，陳瑞欽突然假裝生氣，重重掌摑兒子，將其打倒在地，並取了重達一臺斤（600克）的布景用雅石，突然重擊兒子後腦數下，直到其腦漿迸裂死亡。陳即謊稱兒子車禍死亡，又詐領472萬元理賠金。

### 謀殺第二任妻子
1996年，陳瑞欽得知第二任妻子王淑嬰身為嘉義縣立水上國小教師，有公教人員保險理賠金與房地產，非常覬覦。於是八月二十日（陰曆七月六日），陳假意帶她出遊，兩人開車行至嘉義縣新港鄉，陳突然停車，從駕駛座底下掏出一根實心木棒，痛擊其頭部，將她活活打死，確定斷氣後，陳瑞欽將遺體棄置於嘉義市世賢路，製造車禍假象，陳瑞欽殺完人後，聯絡中油公司的郭姓同事搭載回家。此案，陳瑞欽不但取得王淑嬰的保險理賠金1137萬元，還持續領取王死後的遺屬撫恤金。

### 謀殺第二個養子
王淑嬰生前，時常到顏麗琴開設的服飾店購物，陳瑞欽因而認識顏麗琴，顏麗琴是一名寡婦，育有一對子女，王淑嬰去世後僅僅一個多月，陳瑞欽就常主動到她開的服飾店裡「糾纏」，展開猛烈追求，顏麗琴因而感動，在1997年間兩人結婚。但陳瑞欽惡性不改，隔年又因賭債，設法詐領保險理賠金。於1998年一日，顏女16歲的兒子頭痛，陳先餵食顏女16歲的兒子安眠藥，假稱是「止痛藥」，趁兒子昏睡之際，將他以「倒栽蔥」式搬運下樓，沿途以其頭部撞擊樓梯地板、稜角處，又製造成「意外跌倒死亡」假象，申請保險理賠1,550萬元，但保險公司發現陳瑞欽有多名親屬都死於「頭部外傷」同一死因，只賠了25萬元，就停止給付。由於顏女也認為兒子是被謀殺的，一直在調查証據，陳瑞欽還故布疑陣，將顏女16歲兒子遺體的生殖器抓爛，在兒子的房間放了已打開的保險套，試圖讓顏女以為兒子是被情殺。顏女委屈於陳枕邊調查了一段時間，卻苦無真相，只好離去。離婚時顏女還遭到陳瑞欽恐嚇，交付了120萬元的「分手費」，不過，顏女也因此逃離被殺的命運。

### 懷疑謀殺兩名女性友人
據警方調查，失蹤婦女黃馨儀與鄭翁秋香，亦可能遭陳瑞欽毒手，但案件真相也隨著陳瑞欽伏誅而石沈大海。黃馨儀的夫婿是陳瑞欽的同事，黃馨儀是陳瑞欽之妻王淑嬰結拜姊妹，因而與陳相識。黃女的夫婿已經目盲，黃女有一日去銀行提領新臺幣60萬元後，即告失蹤。鄭翁秋香是陳瑞欽民雄油庫的同事，一天晚上，鄭翁秋香與陳瑞欽外出共進宵夜，自此失蹤。陳瑞欽表示：「與我無關，這兩女子和一名何姓男子過從甚密」，檢方對陳的說詞表示懷疑。

### 謀殺女友和被捕
2000年間，多家保險公司發現陳瑞欽的兩任配偶及三個兒子的死因都不單純，尤其是三個兒子都是「後枕頭部」被撞擊，併發腦水腫死亡，共領取近數千萬元的理賠金與撫恤金等，經由各公司派代表開會討論之後，一致不讓陳瑞欽繼續投保，還決定向警方檢舉。
2003年5月陳瑞欽與一名女保險業務員陳怡伶結識，兩天內成為男女朋友。陳瑞欽看見陳女頗有積蓄，要求向她借錢，或者抵押房屋供其花用。陳女答稱：「考慮中。」，兩人雖然只認識兩天，陳瑞欽還是打算直接將她殺害以劫財，他以公共電話邀陳女到嘉義市西區向榮街埤仔頭五顯帝廟見面，說要帶陳女去南投竹山玩，陳女於是搭陳瑞欽的黑色吉普車前往，陳瑞欽把「保肝丸」的膠囊打開，將藥粉丟棄，並把安眠藥粉塞入膠囊，要陳女服用，可以「養生」，陳女服用後即告昏迷，陳瑞欽即持尼龍繩綑綁陳女雙手，陳女驚醒，發現自己被綑綁，揮手欲打陳瑞欽，於是陳瑞欽痛毆並控制陳女，繼而以雙手勒住陳女至陳女昏迷，陳瑞欽見到昏迷的陳女突然獸性大發，企圖姦淫，但因性功能障礙，就以指姦方式遂其性慾。陳瑞欽完事後，隨即欲將陳女推下山崖，但唯恐陳女墜崖沒死而犯行敗露，於是陳瑞欽搜刮其身上勞力士金錶、翡翠項鍊、戒指、現金、信用卡、提款卡、手機等財物後，以石頭重擊陳女頭部，將她打死，才將陳女遺體擲入山區。陳瑞欽還盜取了她的兩張空白支票，盜領她現金一百多萬元。陳瑞欽棄屍後，又若無其事地與其另一名蕭姓女友前往臺北，在途中將死者勞力士手錶致贈蕭女，也持死者提款卡意圖盜領，但因密碼錯誤未能得逞，另利用死者行動電話與外界聯繫，終告落網。
因此案陳瑞欽遭逮，才向警方供出殺害二任妻子與三個兒子。陳瑞欽兩名失蹤的女性友人，陳瑞欽宣稱不是自己所殺。陳瑞欽死刑定讞後，又改口願意幫助警方查詢二女下落，但警方不信，認為二女已被陳瑞欽殺死，陳瑞欽所言，不過是試圖「拖延槍斃」的矯飾之辭。

## 審判和處決
2004年嘉義地方法院判處陳瑞欽五個死刑，一個無期徒刑。陳瑞欽不服並上訴，案件延宕不決。
臺灣高等法院臺南分院更五審時，法官因為陳瑞欽符合自首減刑條例、與加上適用1991年與2007年的減刑條例，竟僅被合併判刑二十年有期徒刑確定，躲過五個死刑。然因搶劫、姦殺女友陳怡伶部分，陳瑞欽依舊被判死刑，臺灣最高法院駁回其上訴，死刑定讞。隨後因配合陳怡伶姦殺案羈押在臺中看守所。
2011年至2013年間，陳瑞欽八次向臺灣高等法院臺中分院聲請再審，皆遭駁回。2011年底向最高法院提出抗告，亦遭駁回。
2013年4月19日，法務部部長曾勇夫簽署執行令，將陳瑞欽執行槍決。但是陳瑞欽身體硬朗，又加上長年吸毒，打了一針麻醉藥無效，又補打了一劑，法醫才確定其昏迷，將其槍決，終年63歲。
2013年4月20日，由於陳瑞欽已將其三名男丁後嗣謀殺殆盡，伏法後無人收屍，就連死前同意器官捐贈，都沒有醫院同意收，法務部只好將其屍首送往殯儀館冰存。

## 軼事
- 陳瑞欽被捕後，警方在他身上發現一本詳細記載被害人的生辰、忌日、八字的小筆記本[註 2][27]，承辦員警推測陳瑞欽是在找「六合彩明牌」，憤而大罵：「殺妻小領保險金，還想利用死人中獎，這樣的垃圾禽獸，判他一萬個死刑，槍斃一萬次也不夠！」[註 3][28][29]
- 陳瑞欽向警方說明，法醫很難區別被「敲擊腦部的謀殺」，或者「跌撞受傷的意外」，所以他只選擇這樣「保守」的謀殺方式。[註 4][22]

- 刑警認為陳瑞欽能夠先後誘騙三位妻子和數位女友，與他的「毅力」有關，他會與心儀的女子一直糾纏不清，直到女子同意交往。還有他不善言詞，詞不達意，更顯得忠厚老實。[註 5][30][22]檢警認為陳瑞欽一直都有穩定的工作，平日會到廟宇坐禪靈修、擔任志工，而且外貌憨厚，很容易獲得女性的信任[3][註 6]。

- 多家保險公司於2000年發現陳瑞欽的家人死因不單純，時任立法委員陳朝容也接獲保險公司陳情，陳朝容召開記者會質疑：「陳瑞欽妻小接連死亡的實情，與鉅額理賠金是否相關？」陳朝容甚至還來到陳瑞欽家門口質問，陳瑞欽嚇得躲在餐桌底下不敢出來，次日裝腔作勢地憤怒表示：「將對陳朝容立委的不實指控，保留法律追訴權！」[6]

- 陳瑞欽被捕之後，向刑警表示欲提供400萬元行賄，希望刑警縱放，被斷然拒絕。陳瑞欽竟然還表示：「我在中寮還有一塊地，如果做手讓我逃離，可以提供400萬元，如果土地價值不夠，我可以向已離婚的第三任妻子顏麗琴勒贖。」[註 7][31][27]

- 陳瑞欽在看守所中，曾寄信向一名蘇姓刑警表示，自己知道黃馨儀與鄭翁秋香這兩位失蹤女子的下落，請蘇姓刑警借提自己出去詢問。警方認為這兩名女子根本已遭陳瑞欽的毒手，陳瑞欽只是想要借機逃獄。[22]

- 陳瑞欽雖然殺害多條人命，臨刑前依然非常怕死，還認為自己不該被處決，向執行檢察官劉家芳頻頻抱怨：「我很認真打官司，提出很多次再審皆被駁回，心有不甘。」劉檢察官苦勸：「把怨氣放下，法院已經查得很清楚。」劉還默念往生咒迴向給他，希望他能往生西方極樂[32]。

## 評價
- 陳瑞欽除了妻子或再婚妻子外，在外還有數名情婦，這些女子大多提供財物供陳瑞欽揮霍、簽賭。時任嘉義市警局第二分局刑事組長吳國銘表示陳瑞欽的「纏鬥性」很高：「我們跟他辦案交手的過程，基本上他的纏鬥性還滿高的。跟女朋友交往方面，我想有他的一個獨到之處，陳瑞欽就是一個字，纏，烈女怕纏郎，纏到你同意跟他在一起。」[30]

- 臺灣最高法院罕見地在終審判決書開頭斥責陳瑞欽「個性凶殘」，認為陳瑞欽「已成殺人之慣犯」，「已達於泯滅天良，罪無可逭之程度，非隔絕於世，不足以實現正義、維護社會秩序」，駁回陳瑞欽的上訴，判處陳瑞欽死刑、褫奪公權終身定讞。

- 陳瑞欽伏法後，逃過一劫的前妻顏麗琴表示：「無人收屍是應該的，政府把他拿去填海都沒關係，這個人早就該死了，沒必要放到現在，政府沒效，拖十年、拖太久了！這個人早該槍斃了，應得的報應！遲來的正義不是正義，死就死了，要放鞭炮！」[33]

## 延伸閱讀
- 臺灣高等法院臺中分院刑事判決 98年度上重更(五)字第46號
- 臺灣高等法院臺中分院刑事裁定 100年度聲再字第35號、100年度聲再字第64號、100年度聲再字第140號、100年度聲再字第241號、101年度聲再字第21號、101年度聲再字第62號、101年度聲再字第193號、102年度聲再字第60號
- 最高法院 一○○年度台抗字第一○六五號 Archive.today的存檔，存档日期2013-06-28